# Verein für Geschichte des Bodensees und seiner Umgebung

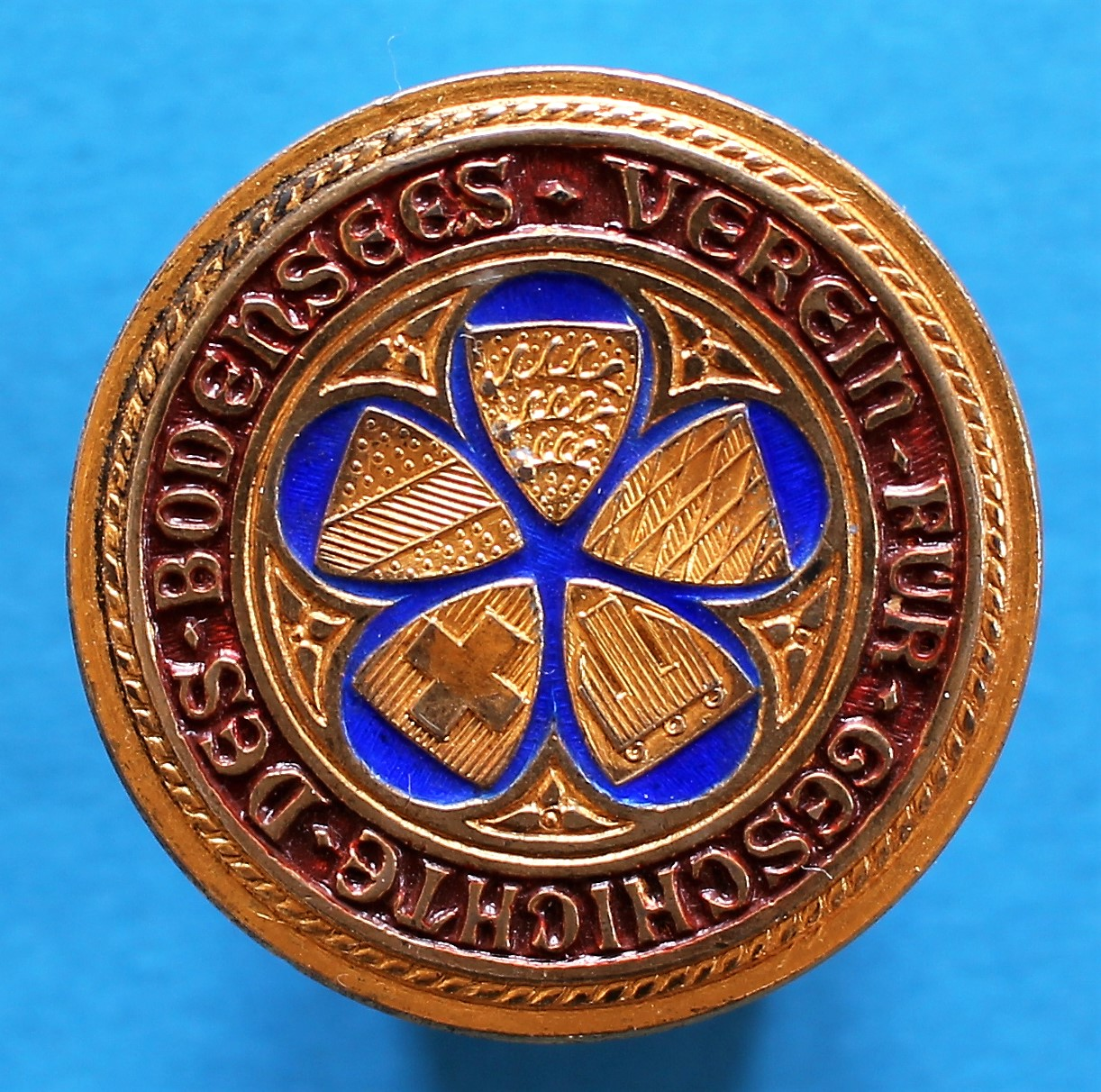
Goldene Vereinsnadel von 1925 mit den Wappen der fünf Seeanrainer Württemberg, Bayern, Vorarlberg, Schweiz und Baden

Der Verein für Geschichte des Bodensees und seiner Umgebung (kurz Bodensee-Geschichtsverein) ist ein landesgeschichtlicher Verein, der sich mit der Geschichte und der Naturkunde der Bodenseeregion befasst.
Seine Besonderheit besteht darin, dass er seit seiner Gründung im Jahre 1868 international ausgerichtet ist und seinen Untersuchungsraum nicht entlang neuzeitlicher Staats- und Verwaltungsgrenzen definiert. Es bestehen Geschäftsstellen in Friedrichshafen (für Deutschland), St. Gallen (für die Schweiz und Liechtenstein) und Lustenau (für Österreich); die Aktivitäten und Publikationen des Vereins erstrecken sich auf diese vier Staaten.
Der Bodensee-Geschichtsverein hat gegenwärtig rund 850 Mitglieder.

## Untersuchungsraum
Die Grenzen des Bodenseeraumes variieren je nach historischer oder naturwissenschaftlicher Fragestellung. Bei der bibliographischen Erfassung der landeskundlichen Literatur zählen die folgenden Gebiete zum Bodenseeraum (von Norden aus im Uhrzeigersinn): der Süden des Landkreises Sigmaringen (Raum Pfullendorf), der Bodenseekreis, der Landkreis Ravensburg, der Landkreis Lindau, das Land Vorarlberg, das Fürstentum Liechtenstein, der nördliche und der östliche Kanton St. Gallen (im Süden bis Sargans), die Kantone Appenzell Ausserrhoden, Appenzell Innerrhoden, Thurgau und Schaffhausen, der Landkreis Konstanz.

## Geschichte

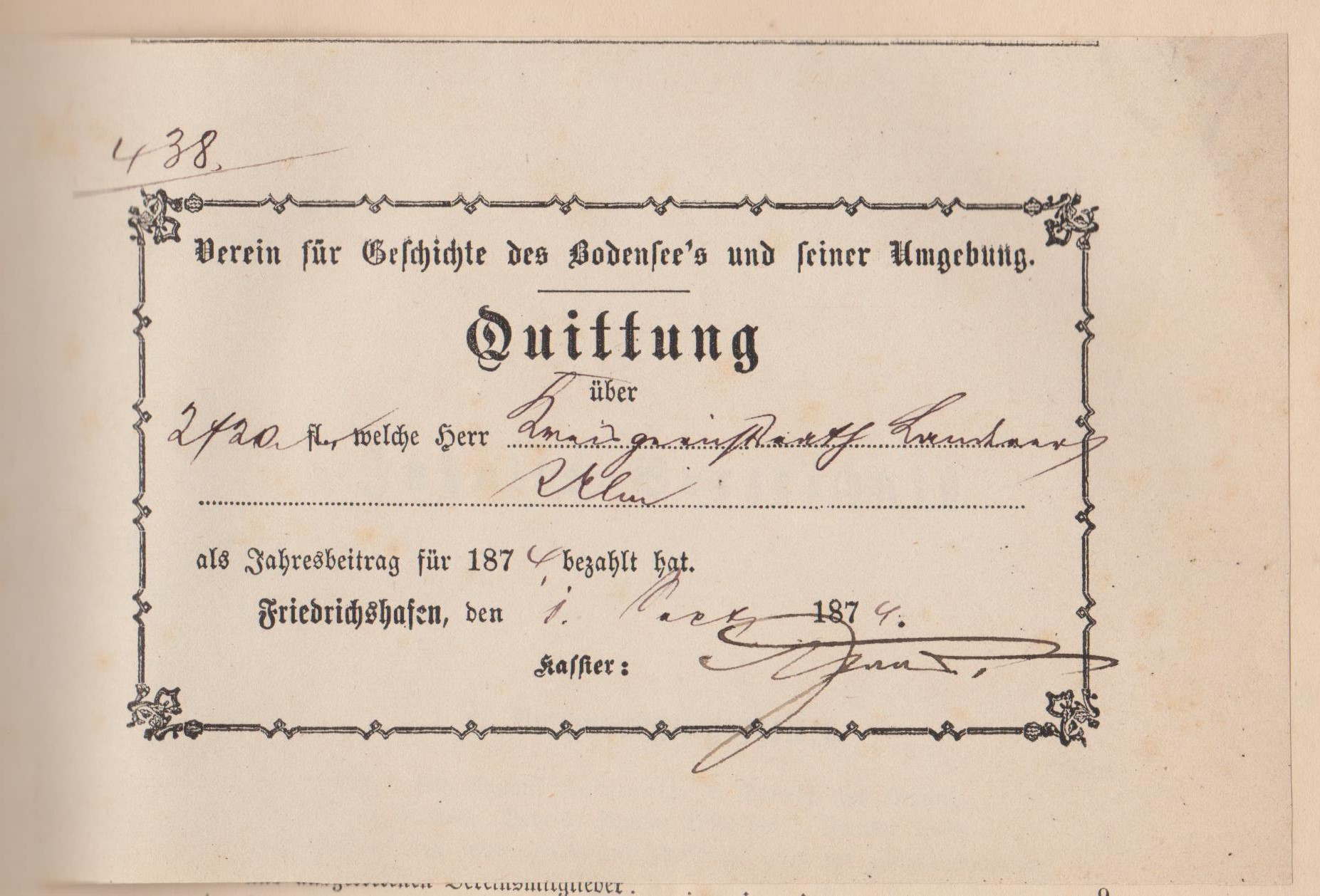
Quittung 'Jahresbeitrag 1874'

Der Bodenseeraum bildet in historischer und naturkundlicher Hinsicht eine Einheit; er zählt zu den zentralen Kulturlandschaften Europas. Dagegen ist der neuzeitliche Bodensee ein Grenzgewässer; im 19. Jahrhundert stießen hier das Großherzogtum Baden, die Königreiche Württemberg und Bayern, die Österreichisch-Ungarische Monarchie und die Schweiz aufeinander. Der Tettnanger Amtsarzt Albert Moll gründete im Jahre 1868 gemeinsam mit Gleichgesinnten – unter ihnen Hans Freiherr von und zu Aufseß, der Gründer des Germanischen Nationalmuseums und Samuel Jenny, Unternehmer und Altertumsforscher – den Bodensee-Geschichtsverein mit dem Ziel, die Geschichte und die Natur des Bodensees und seiner Uferlandschaften über die modernen Staatsgrenzen hinweg systematisch zu erforschen. Damit entsprachen sie einem Bedürfnis ihrer Zeit; daher erfuhr der Verein von Anbeginn öffentliches Interesse. Zu den frühen Förderern zählen König Karl von Württemberg, weshalb Friedrichshafen bis heute der juristische Sitz des Vereins ist, Kaiser Franz Joseph I. von Österreich-Ungarn und König Ludwig II. von Bayern.
Entsprechend ambitioniert waren die Vereinsaktivitäten, nämlich der Aufbau einer Sammlung und Bibliothek, die jährliche Abhaltung anspruchsvoller Hauptversammlungen, die Bündelung der historischen und naturkundlichen Forschung in den Vereinsschriften und die Forschungsförderung. So stand die erste präzise Vermessung des Bodensees durch die Anrainerstaaten unter der Leitung des Vereinspräsidenten Eberhard Graf Zeppelin; ihre Ergebnisse wurden als Bodensee-Forschungen zwischen 1893 und 1902 in den Vereinsschriften veröffentlicht.
Im Zeitalter der beiden Weltkriege unterlagen die Vereinsaktivitäten erheblichen Beschränkungen. Der Erste Weltkrieg verunmöglichte den Austausch über die Staatsgrenzen hinweg; nach dem Krieg büßte die Geschichtsforschung ihren bis dahin hohen gesellschaftlichen Stellenwert ein. Die Inflation entwertete das Vereinsvermögen. Immerhin war es dem Verein möglich, die Ausgrabung der Pfahlbaustation Sipplingen durch Hans Reinerth zu initiieren und finanziell zu unterstützen; ihre Ergebnisse wurden 1932 in den Vereinsschriften veröffentlicht. Der Zweite Weltkrieg markiert den tiefsten Einschnitt der Vereinsgeschichte: Die letzte Hauptversammlung fand 1941 in Meersburg statt; die letzten Vereinsschriften wurden 1943 ausgeliefert; 1944 verbrannte die Geschäftsstelle mit dem Archiv des Vereins bei einem Luftangriff auf Friedrichshafen. Dem Vereinsvorstand gelang es, den Kontakt über die Staatsgrenzen zu halten und die Vereinsaktivitäten nach Kriegsende rasch wieder aufzunehmen. Die Vereinsschriften erscheinen seit 1949, die Hauptversammlungen finden seit 1950 wieder regelmäßig statt. Die Mitgliederzahl verdoppelte sich in den Nachkriegsjahrzehnten (von 649 im Jahr 1950 auf 1300 im Jahr 2000).
Wichtige Impulse für die Erforschung des Bodensees und die weitere Vereinsarbeit gehen von den Archiven, Museen und Bibliotheken des Bodenseeraumes aus, ferner vom Institut für Seenforschung in Langenargen (seit 1920) und der Universität Konstanz (seit 1965). Dort erarbeitete Forschungsergebnisse fließen regelmäßig in die Vereinsschriften ein. Von 2007 bis 2014 vergab der Verein einen Wissenschaftspreis „für herausragende wissenschaftliche Arbeiten, die sich thematisch mit der Erforschung von Natur, Kultur oder Geschichte des Bodenseeraumes befassen“.

## Sammlung und Bibliothek
Mit der Vereinsgründung begann der Aufbau einer öffentlich zugänglichen Sammlung von Altertümern aus dem Bodenseeraum sowie von Literatur über den Bodensee. 1912 erfolgte mit Unterstützung der Stadt Friedrichshafen und des Grafen Ferdinand von Zeppelin die Erneuerung und Wiedereröffnung als modernes „Bodensee-Museum“.  Der Erste Weltkrieg und seine Folgen machten eine Weiterentwicklung des Museums unmöglich; deshalb ging es zum 12. Januar 1927 in die Trägerschaft der Stadt Friedrichshafen über. Das Museum verbrannte bei der Zerstörung Friedrichshafens am 28. April 1944. Die in den Palast Hohenems evakuierte Vereinsbibliothek wurde nach dem Krieg weitergeführt und 1971 der Stadt Friedrichshafen übergeben, die sie als Bodenseebibliothek (mit gegenwärtig rund 36000 Medien) unterhält. Diese Medien können vor Ort eingesehen oder ferngeliehen werden. Der Zugriff darauf erfolgt über den Katalog des Südwestdeutschen Bibliotheksverbundes Baden-Württemberg, Saarland, Sachsen.

## Vereinsschriften
Das Organ des Vereins sind die Schriften des Vereins für Geschichte des Bodensees und seiner Umgebung, die seit 1869 als Jahresbände erscheinen (mit einer längeren Unterbrechung von 1943 bis 1948). Sie enthalten Aufsätze zu allen Aspekten der Geschichte und der Naturkunde des Bodenseeraumes, dazu einen umfangreichen Rezensionsteil zur aktuellen wissenschaftlichen Bodenseeliteratur. Die älteren Bände sind als Digitalisate abrufbar (derzeit bis Band 138, 2020). Zwischen 1937 und 1955 veröffentlichte der Verein die Heimatkundlichen Mitteilungen als „populäre“ Ergänzung der „wissenschaftlichen“ Schriften. Die vom Verein in Zusammenarbeit mit der Universitätsbibliothek Konstanz herausgegebene Bodensee-Bibliographie erschien zwischen 1976 und 1999 in gedruckter Form und wird seither von der Universitätsbibliothek als Euregio-Bodensee-Datenbank weiter gepflegt. In unregelmäßigen Abständen entstehen Sonderbände der Schriften, so zuletzt zum 150-jährigen Vereinsjubiläum 2018.

## Präsidenten
Die Vereinstätigkeiten werden vom Präsidenten geleitet, der den Verein auch nach außen vertritt. Der Verein hatte bislang folgende Präsidenten:
- 1868–1892: Albert Moll, Tettnang[15], 1892–1895 Ehrenpräsident
- 1892–1905: Eberhard Graf Zeppelin, Konstanz[16], 1906 Ehrenpräsident
- 1906–1920: Heinrich Schützinger, Bürgermeister von Lindau[17]
- 1921–1936: Victor Mezger d. Ä., Überlingen[18], 1936 Ehrenpräsident
- 1936–1941: Ernst Schmid, Kantonsschule St. Gallen[19]
- 1941–1952: Ernst Leisi, Kantonsschule Frauenfeld[20], 1959–1970 Ehrenpräsident
- 1952–1954: Bruno Leiner, Rosgartenmuseum, Konstanz[21]
- 1955–1959: Meinrad Tiefenthaler, Vorarlberger Landesarchiv, Bregenz[22]
- 1959–1972: Bruno Meyer, Staatsarchiv Thurgau, Frauenfeld[23], 1972–1991 Ehrenpräsident
- 1972–1979: Helmut Maurer, Stadtarchiv Konstanz[24], 1999–2018 Ehrenpräsident
- 1979–1987: Ernst Ziegler, Stadtarchiv St. Gallen, seit 2024 Ehrenpräsident
- 1987–1995: Eberhard Tiefenthaler, Vorarlberger Landesbibliothek, Bregenz[25]
- 1995–1999: Markus Huber, Museum zu Allerheiligen, Schaffhausen[26]
- 1999–2007: Jörg Heiligmann, Archäologisches Landesmuseum Baden-Württemberg, Konstanz
- 2007–2015: Alois Niederstätter, Vorarlberger Landesarchiv, Bregenz
- 2015–2019: Jörg Heiligmann
- seit 2019: Harald Derschka, Universität Konstanz

## Ehrenmitglieder
Zum Ehrenmitglied kann ernannt werden, wer sich in besonderer Weise für den Verein oder seine Ziele eingesetzt hat; bislang wurden folgende 46 Personen geehrt:
- 1886: August Näf, Verwaltungsratspräsident, St. Gallen
- 1893: Karl von Bayer, Rittmeister a. D., Schriftsteller, Bregenz
- 1893: Ernst Dümmler, Präsident der Monumenta Germaniae Historica, Halle
- 1893: François-Alphonse Forel, Limnologe, Morges
- 1893: Ludwig Leiner, Apotheker und Museumleiter, Konstanz
- 1893: Gerold Meyer von Knonau, Historiker, Zürich
- 1893: Albrecht Penck, Geologe, Wien
- 1893: Josef Probst, Pfarrer und Geologe, Unteressendorf
- 1893: Gustav Reinwald, Pfarrer und Archivar, Lindau
- 1908: Graf Ferdinand von Zeppelin, General der Kavallerie und Luftschiffer, Friedrichshafen
- 1910: Theodor Lachmann, Arzt und Heimatforscher, Überlingen
- 1918: Christian Roder, Realschulrektor und Historiker, Überlingen
- 1918: Hermann Wartmann, Historiker, St. Gallen
- 1918: Heinrich Schützinger, Bürgermeister, Lindau
- 1920: Karl von Schwerzenbach, Fabrikant und Archäologe, Bregenz
- 1921: Friedrich Krauß, Fabrikant und Geologe, Ravensburg
- 1924: Konrad Miller, Theologe, Geologe und Kartographiehistoriker
- 1924: Josef Zösmair, Lehrer und Historiker, Innsbruck
- 1930: Wilhelm Schmidle, Lehrer, Botaniker und Geologe, Günterstal bei Freiburg i. Br.
- 1934: Fürst Max Egon II. zu Fürstenberg, Donaueschingen
- 1934: Fritz Kuhn, Postamtmann und Bibliothekar, Friedrichshafen
- 1938: Emil Bächler, Prähistoriker, St. Gallen
- 1938: Ludwig Dürr, Luftschiffkonstrukteur, Friedrichshafen
- 1938: Hugo Eckener, Direktor der Luftschiffbau Zeppelin, Friedrichshafen
- 1952: Ernst Leisi, Kantonsschulrektor und Historiker, Frauenfeld
- 1957: Theodor Mayer, Historiker, Konstanz
- 1957: Friedrich Metz, Geograph, Freiburg i. Br.
- 1963: Franz Beyerle, Jurist und Rechtshistoriker, Konstanz
- 1968: Elmar Grabherr, Landesamtsdirektor, Bregenz
- 1968: Edwin Grünvogel, Lehrer und Geologe, Friedrichshafen
- 1968: Emil Luginbühl, Lehrer und Germanist, St. Gallen
- 1968: Meinrad Tiefenthaler, Landesarchivar, Bregenz
- 1968: Max Sedlmeier, Kaufmann, Friedrichshafen
- 1968: Philipp Albrecht Herzog von Württemberg, Altshausen
- 1969: Max Grünbeck, Oberbürgermeister, Friedrichshafen
- 1973: Claus Grimm, Historiker und Archivar, Lindau
- 1974: Friedrich Kiefer, Lehrer und Limnologe, Konstanz
- 1974: Johannes Duft, Stiftsbibliothekar, St. Gallen
- 1980: Alex Frick, Zahnarzt, Tettnang
- 1983: Arnulf Benzer, Landesoberkulturrat, Bregenz
- 2000: Eduard Hindelang, Kaufmann, Langenargen
- 2002: Ernst Ziegler, Stadtarchivar, St. Gallen
- 2015: Peter Eitel, Stadtarchivar, Ravensburg
- 2015: Ursula Reck, Studiendirektorin, Friedrichshafen
- 2015: Hans-Ulrich Wepfer, Seminarlehrer und Museumsleiter, Kreuzlingen
- 2019: Oskar Keller, Geologe, Lüchingen-Altstätten

## Publikationen
- Schriften des Vereins für Geschichte des Bodensees und seiner Umgebung. Band 1 (1869), zuletzt erschienen Band 141 (2023).

Die Bände 1 (1869) bis 138 (2020) sind als Digitalisate bei Bodenseebibliotheken oder der Badischen Landesbibliothek Schriften des Vereins für Geschichte des Bodensees und seiner Umgebung in RegionaliaOpen – Open-Access-Publikationsserver für den Südwesten der Badischen Landesbibliothek verfügbar.
- Werner Allweiss (Bearb.): Bodenseebibliographie. Verein für Geschichte des Bodensees und seiner Umgebung, Universität Konstanz, Friedrichshafen 1976 (1977) – 1999 (2001).

Die Bibliographie wird fortgeführt als Euregio-Bodensee-Datenbank
- Harald Derschka, Jürgen Klöckler (Hrsg.): Der Bodensee. Natur und Geschichte aus 150 Perspektiven. Jubiläumsband des internationalen Vereins für Geschichte des Bodensees und seiner Umgebung 1868–2018. Thorbecke, Ostfildern, ISBN 978-3-7995-1724-9.
- Helmut Maurer, Verein für Geschichte des Bodensees und seiner Umgebung (Hrsg.): Der Bodensee. Landschaft, Geschichte, Kultur (Bodensee-Bibliothek; 28). Thorbecke, Sigmaringen 1982, ISBN 3-7995-5029-1 (auch erschienen als: Schriften des Vereins für Geschichte des Bodensees und seiner Umgebung 99/100 (1981/82); Digitalisat).